# Piante epifite

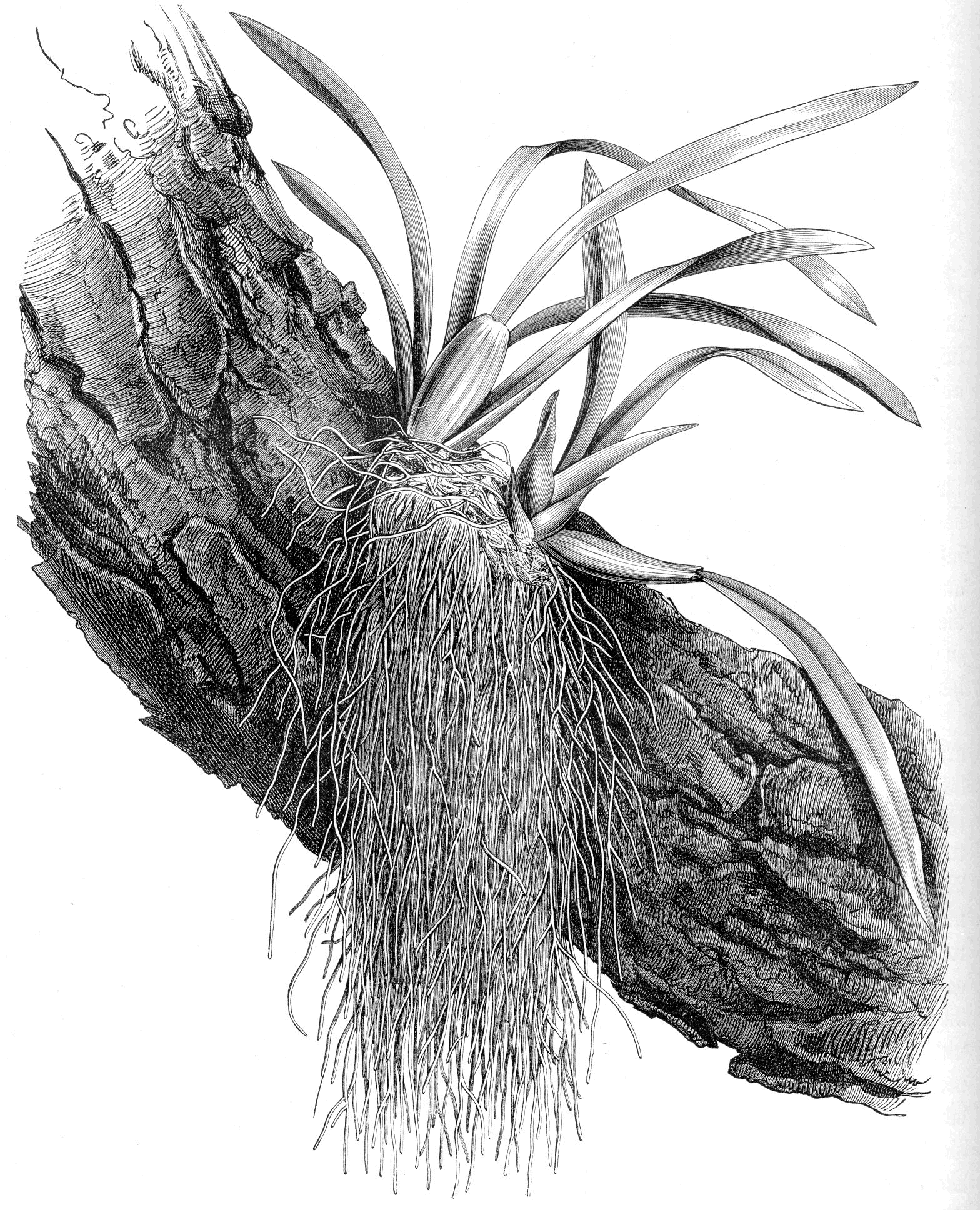
Orchidea epifita

Le piante epifite sono tutte quelle specie di piante che vivono su altre piante, di solito usate come semplice sostegno e non per procurarsi il nutrimento, come ad esempio felci, muschi, licheni o altri organismi sessili che non crescono sul terreno ma vivono prevalentemente sui tronchi o sui rami degli alberi, soprattutto nelle foreste tropicali e subtropicali. Vengono anche chiamate 
piante aeree.

## Habitat
Nelle foreste tropicali la vegetazione è talmente fitta che impedisce alla luce solare di raggiungerne gli strati più bassi, che restano perennemente in ombra. Gli alberi tendono a svilupparsi molto in altezza onde permettere al fogliame di ricevere la necessaria quantità di luce e le epifite sfruttano tale opportunità per raggiungere lo stesso scopo. 
Utilizzano i tronchi altissimi o i rami delle piante ospiti come sostegno al quale si ancorano mediante radici adesive o aggrappanti, creando all'interno di un ecosistema così ombreggiato un habitat sopraelevato molto particolare, ma sufficientemente illuminato per lo svolgimento del loro ciclo vitale.
Quasi tutte, anche se con modalità differenti, sono in grado di assorbire e conservare l'acqua piovana.

## Origine
L'origine delle piante epifite è da attribuirsi allo sviluppo di piante all'inizio collegate al terreno, per esempio le Bromeliacee, che vivevano negli ambienti aridi e assolati degli altopiani andini. Queste producevano una quantità enorme di imponderabili semi, dotati di un apparato che ne favoriva la dispersione tramite il vento. Una volta scaraventati dal vento in un ambiente pluviale, questi germogliavano. Le piante nate al suolo morivano per la mancanza di luce e quelle nate sui rami più alti non potevano allungare le proprie radici per arrivare al suolo. L'unica soluzione era l'epifitismo grazie alla loro capacità di assorbire i nutrienti dall'aria (pioggia, rugiada, nebbia). Questi nutrienti vengono risucchiati tramite tanti tricomi assorbenti presenti sull'epitelio delle foglie.

## Ecologia

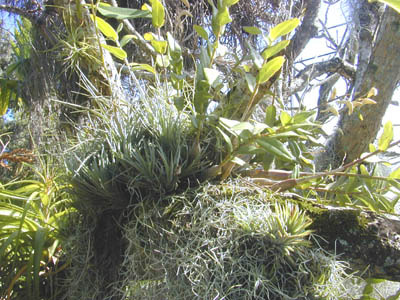
Bromeliacee e orchidee su un ramo (Hawaii)

Nella maggioranza dei casi le epifite non sono piante parassite in quanto riescono autonomamente ad assorbire l'acqua e i sali minerali attraverso la superficie delle foglie o tramite le radici aeree che utilizzano anche per ancorarsi al loro sostegno. È il caso, ad esempio, dei muschi e dei licheni o delle comunità epifite che popolano le praterie di Posidonia oceanica. 
Alcune orchidee epifite trattengono l'acqua e le sostanze nutritive nei loro fusti, altre ricavano il nutrimento dalle radici aeree rivestite da una specifica sostanza assorbente.

Alcune Bromeliacee sono dotate di foglie particolarmente robuste, disposte in modo tale da formare una specie di contenitore in cui si raccoglie l'acqua piovana; altre hanno foglie ricoperte da peli appiattiti che, aprendosi, consentono l'assorbimento dell'umidità dall'aria e, chiudendosi, ne evitano l'evaporazione durante i periodi di siccità.
Altre volte, invece, si hanno veri e propri casi di parassitismo, come per esempio nel caso del vischio, che perfora con esoenzimi la corteccia dell'albero su cui vive e sottrae nutrimento alla pianta con i suoi austori. 

## Usi
Le epifite vengono spesso utilizzate come bioindicatori o bioaccumulatori in quanto sono indipendenti dal substrato nell'accumulo di nutrienti; in particolare ciò si verifica per briofite e licheni, che assumono acqua e altri elementi nutritivi direttamente dall'atmosfera.